# Margaretha Kieser

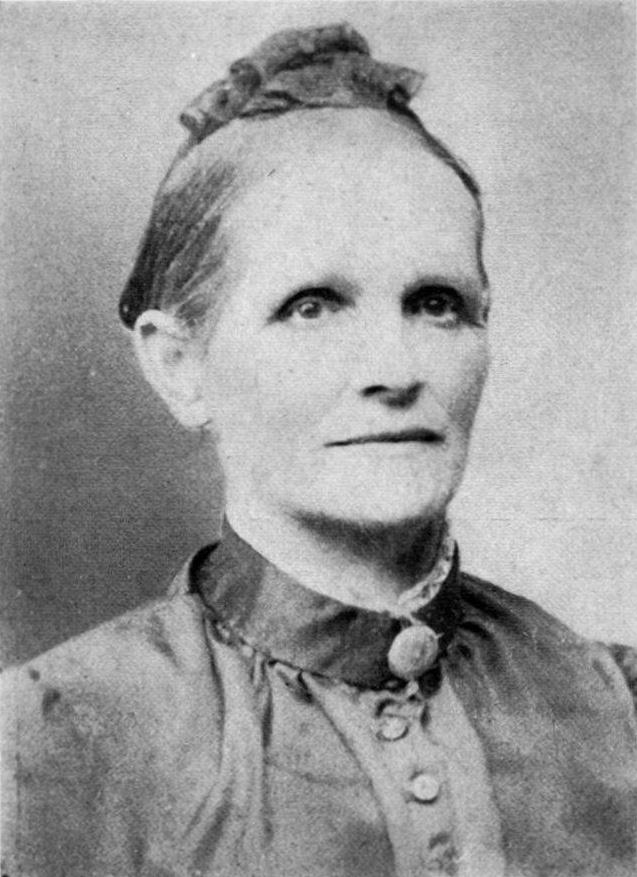
Margaretha Kieser

Margaretha Kieser (* 12. September 1829 in Lenzburg; † 6. November 1900 in Kilchberg ZH) war eine Schweizer Jugendschriftstellerin und Lehrerin.

## Leben
Geboren wurde Margaretha als Tochter der Anna Hiltpold (1791–1857) und des Fuhrhalters Bernhard Kieser (1787–1856) im Strohhaus Nr. 353 am Stadtgässli in Lenzburg. Sie war das vierte von sieben Kindern. Auf Ostern 1845 wurde Margaretha Kieser konfirmiert. Nach ihrer dritten Anmeldung wurde sie 1847 zum Töchterinstitut in Sarmenstorf zur Ausbildung als Lehrerin zugelassen. Dieses Institut wurde von Elise Ruepp-Uttinger geleitet, einer bei Johann Heinrich Pestalozzi ausgebildeten Lehrerin. Kieser verbrachte die Zeit von Mai 1847 bis Ende April 1849 in der «Weiblichen Erziehungsanstalt in Sarmenstorf». Danach zog sie nach Reinach AG. Nach mehrjähriger Tätigkeit, mehr als den verlangten sechs Jahren im Heimatkanton, liess sie sich in Zürich nieder. Sie fand am Institut von Kitty Schulz-Bodmer (1811–1883) einen neuen Wirkungskreis. 1878 schloss dieses Institut seine Tore, und die inzwischen 49-jährige Kieser arbeitete von nun als Privatlehrerin.
Kieser war Verfasserin von mundartlichen Gedichten und Erzählungen und vor allem als Jugendschriftstellerin. In verschiedenen Familienblättern veröffentlichte sie Artikel für Erwachsene und auch Gedichte, Rätsel, dramatischen Szenen für Kinder. Kieser liebte die Zwiegespräche, in denen das Kind gleichsam zum Mitreden aufgefordert wurde, dazu ein Beispiel:

«Der Hampelmann

Hampelmann:

‹Ja, ja, ich bin’s, schaut mich nur an,

Ich bin der Herr von Hampelmann!

Ich treib gar eine schöne Kunst

Und bitt' daher um eure Gunst!›

Kinder :

‹Was Kunst? Du schlenkerst nur das Bein,

Verstehest das auch nicht allein!

Wer gar nichts aus sich selber kann,

den nimmt man nicht als Künstler an!›»

In der Sammlung Schwyzer Meie wurde ihr Werk Bürdeli träge unter die «schönsten schweizerdeutschen Gedichte» aufgenommen.
Ihr Lebensspruch war: «Rede und nid dänke, isch fahre, ohni z länke.»
Kieser trug ihre Einfälle auf Zettel und Zettelchen ein und schrieb ganze Hefte voll. Der Nachlass enthielt Hunderte von Sprüchen, Gedichten, Verslein, Gedankensplittern, Geschichten, Rätseln, Fabeln und anderes. Bedauerlicherweise wurden durch Erbteilung die Papiere verstreut.
Sie starb im Alter von 71 Jahren an einem Herzleiden in Bendlikon / Kilchberg. Bestattet wurde sie auf dem Friedhof Rehalp, im Zürcher Stadtteil Riesbach.